# Hindouisme en Roumanie

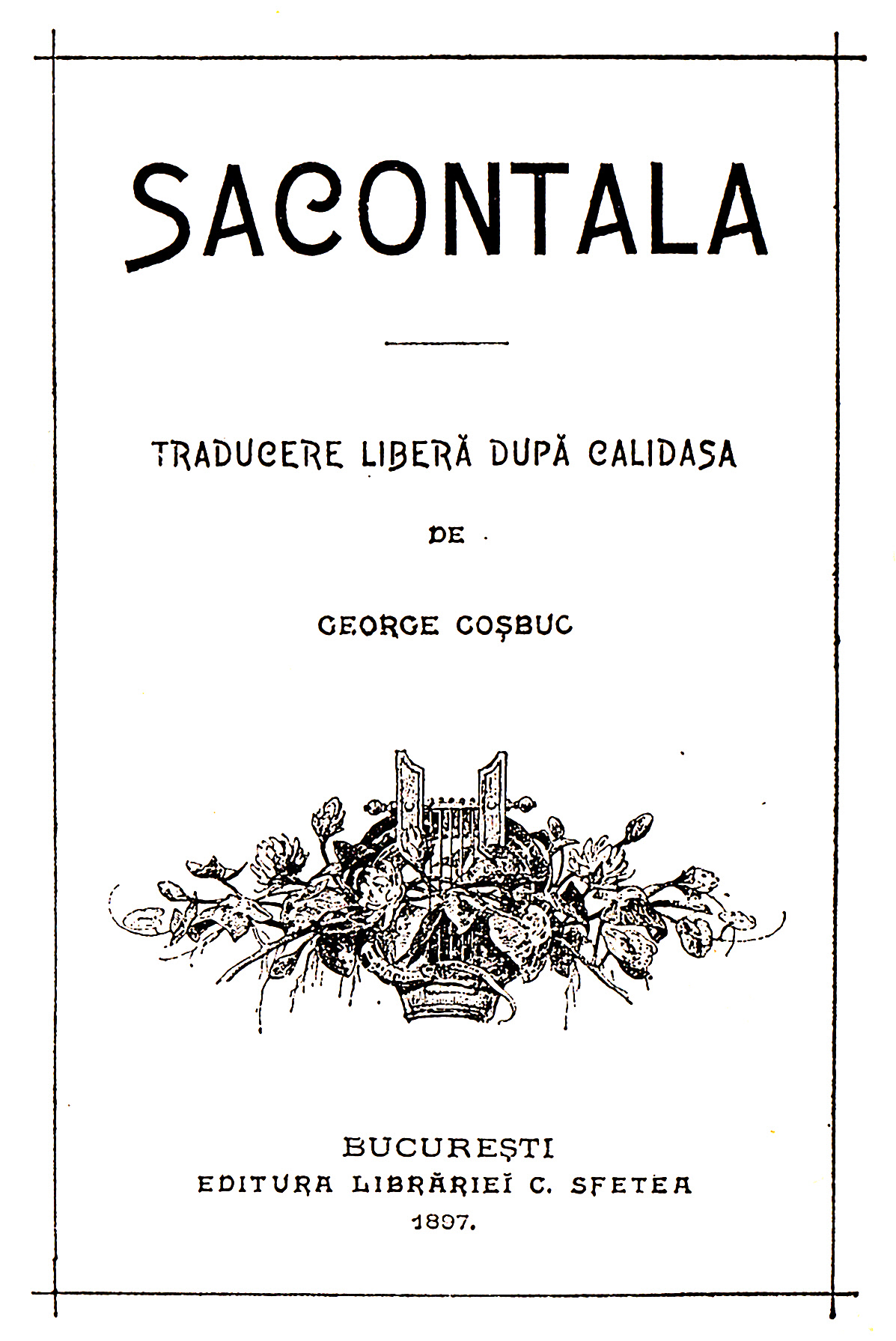
L'adaptation de George Coşbuc dAbhijñānaśākuntalam, publiée en 1897.

Il y a relativement peu d'historique de pratique active de l'hindouisme en Roumanie, bien que de nombreux penseurs roumains éminents se soient intéressés à la pensée hindoue, et depuis la révolution roumaine de 1989, il y a eu quelques convertis grâce au travail de la Société internationale pour la conscience de Krishna. Les dévots de Hare Krishna proposent des festivals culturels à travers le pays. Chaque année, les dévots de Hare Krishna organisent le Ratha Yatra du Seigneur Jagganath et des milliers de personnes participent à l’évènement.

## Depuis 1989
La Divine Life Society et la Vedanta Society ont une maison d'édition nommée Lotus à Bucarest. Ils publient des livres sur la philosophie védique (de Vivekananda, Ramacharaka, et Krishnananda). Le chef de la Divine Life Society est le membre honoraire A. Russu, responsable au siège à Rishikesh, en Inde.
La méditation transcendantale est en Roumanie depuis de nombreuses années. Elle a été interdite par le régime de Nicolae Ceauşescu, mais a refleuri après la révolution, notamment parmi les intellectuels du pays. Les fiefs de la méditation transcendantale sont à Bucarest et Cluj-Napoca.
L'Association internationale pour la conscience de Krishna (ISKCON) établi de petites communautés au moins à Bucarest et Timișoara. Dans cette dernière ville, ils tiennent des conférences mensuelles à l'Institut polytechnique.
ISKCON (les "Hare Krishnas") est la plus grande association hindouiste du pays.
La Société théosophique et la Société anthroposophique universelle sont représentées notamment à Bucarest, Timișoara et Cluj. Ils s'appellent rarement par ces noms et  se nomment plutôt "Groupes de Recherche Para-Psychologique". Leurs croyances sont très syncrétiques, mêlant diverses croyances orientales,.
Les dévots de Sathya Sai Baba sont également présents en Roumanie.
Le mouvement Sahaja Yoga est dirigé par une gourou féminine, Sri Mataji Nirmala Devi. Les adeptes de ce « Yoga » se comptent par milliers dans une dizaine de villes.

## Indiens en Roumanie
Il y a actuellement environ 1000 Indiens vivant en Roumanie, la plupart à Bucarest et Timișoara.

## Sources et référence
1. 1 2 3 4 5 6  Valea 1993
2. ↑  « "New Religious Movements in Romania" af Ernest Valea - Dialogcentret.dk », sur web.archive.org, 9 février 2007 (consulté le 16 août 2022)
3. ↑  « Sorry for the inconvenience »